# Sikki
Cet article possède un paronyme, voir Siki.
Sikki est l'un des quatre arrondissements de la commune de Sinendé dans le département du Borgou au Bénin.

## Géographie

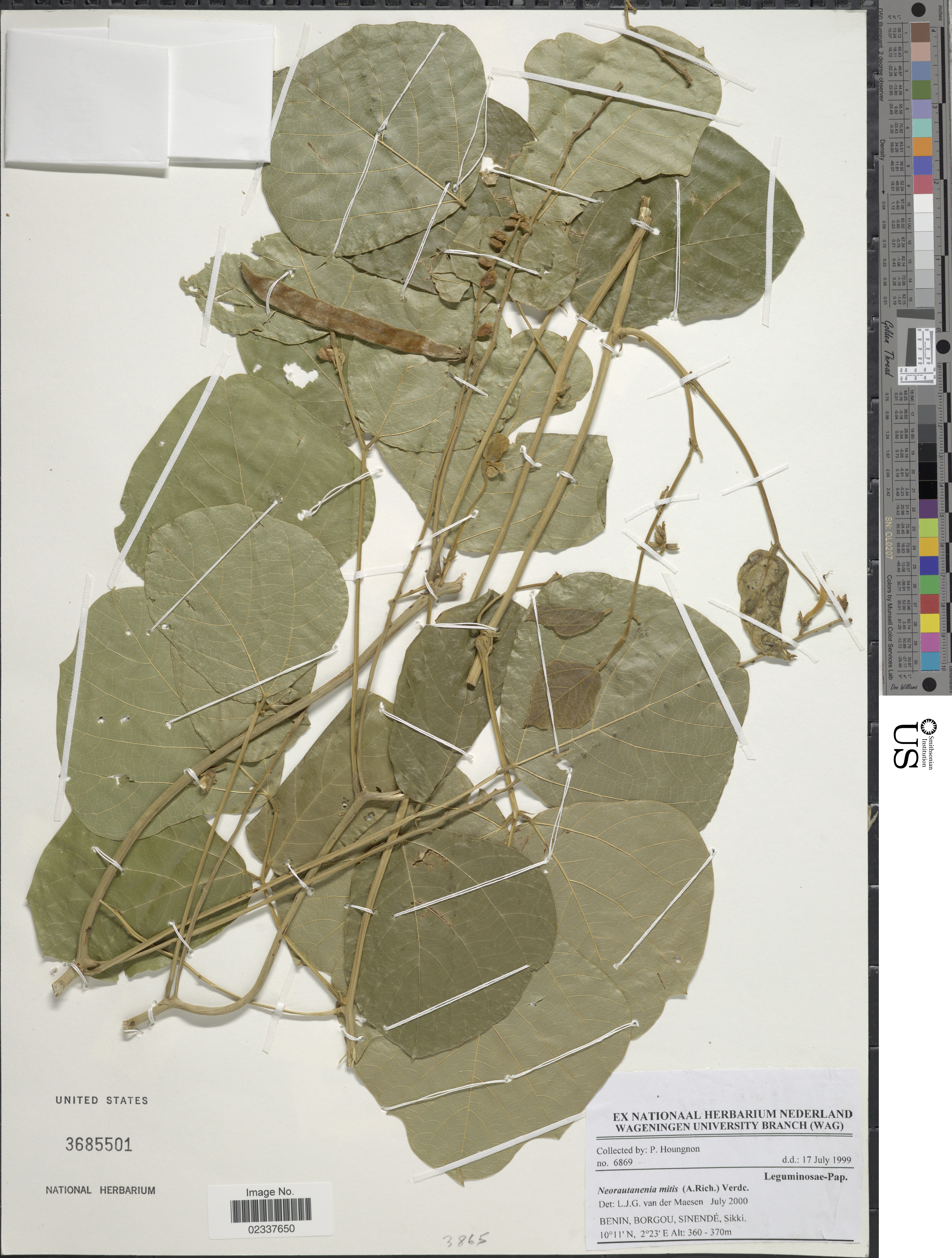
Spécimen de Neorautanenia mitis récolté à Sikki.

L'arrondissement de Sikki est situé au nord-est du Bénin et compte 9 villages que sont Goro Bani, Sikki Gourou, Sikki II, Sikki Gando, Sikki I Peulh, Sikki Peulh II, Wari, Wari Gando et Wari Peulh.

## Démographie
Selon le recensement de la population de 2013 conduit par l'Institut national de la statistique et de l'analyse économique (INSAE), Sikki compte 17644 habitants  .